# پامفیلی اپیداروس
پامفیلی اپیداروس (انگلیسی: Pamphile of Epidaurus؛ ‏ فعال در سدهٔ ۱ پس از میلاد) پامفیلا اپیداروس مورخ و نویسنده مصری‌تبار یونان باستان بود. وی تاریخ‌نگاری با اصالت مصری بود که در دوران سلطنت امپراتور روم نرون (۵۴ – ۶۸ میلادی) در یونان زندگی می‌کرد و به زبان یونانی می‌نوشت. او نخستین تاریخ‌نگار زن شناخته شده در جهان یونانی رومی بود و به همراه بان ژاو یکی از نخستین تاریخ‌نگاران زن شناخته‌شده به‌شمار می‌رود. پامفیلی بیشتر به خاطر اثر ادبی گم‌شده خود تفسیرهای تاریخی شناخته می‌شود، مجموعه‌ای از حکایات تاریخی متنوع در سی و سه جلد کتاب که به‌طور مکرر توسط نویسنده رومی، آولوس گلیوس (حدود ۱۲۵ – پس از ۱۸۰ میلادی) در شب‌های زیرشیروانی و توسط زندگی‌نامه‌نویس یونانی، دیوژن لائرتی در کتاب حیات و آرای فیلسوفان نامدار نقل شده است. او همچنین در دانشنامه بیزانسی قرن دهم، سودا و توسط نویسنده بیزانسی فوتیوس اول (حدود ۸۱۰/۸۲۰ – ۸۹۳ میلادی) توصیف شده است. طبق سودا او تعداد زیادی خلاصه از آثار تاریخ‌نگاران دیگر و همچنین رسالاتی در مورد مناقشات و مسائل جنسی نوشته است. ممکن است او نویسنده رساله یونانی ناشناخته رساله زنان مشهور در جنگ باشد که شرح‌های کوتاهی از زندگی زنان مشهور را ارائه می‌دهد.

## پیش‌زمینه
بر اساس سودا یک دانشنامه بیزانسی از سدهٔ دهم میلادی، پامفیلی اهل اپیداروس بود، در حالی که فوتیوس اول او را مصری‌الاصل یا متولد مصر توصیف کرده است. برخی از پژوهشگران برای توضیح این تناقض ظاهری پیشنهاداتی ارائه داده‌اند که از میان آن‌ها، آنتونلا ایپولیتو پیشنهاد می‌کند که خانواده پامفیلی ممکن است اصالتاً مصری باشند اما به اپیداوروس مهاجرت کرده‌اند که این فرضیه را منطقی‌تر می‌داند. بر اساس جدول زمانی فوتیوس، پامفیلی در حدود سال‌های ۲۰ تا ۳۰ میلادی به دنیا آمده است.
فوتیوس پیش‌گفتار تفسیرهای تاریخی پامفیلی را خلاصه کرده است که در آن بیان شده است که در طول سیزده سالی که او با شوهرش زندگی کرده بود و از او حتی یک ساعت جدا نبود، همواره مشغول نوشتن کتابش بود و به دقت هر آنچه را که از شوهرش و دیگر افراد فرهیخته‌ای که به خانه آن‌ها رفت و آمد می‌کردند، می‌شنید، و همچنین هر چیزی که خود در کتاب‌ها می‌خواند، یادداشت می‌کرد.
سودا در مورد این‌که آیا زبان‌شناس اپیداوروس سوترایداس پدر یا شوهر پامفیلی بوده است، تناقضاتی دارد. در یک قسمت از سودا، پامفیلی به عنوان دختر سوترایداس و همسر سوکراتیداس معرفی شده است، اما در قسمت دیگری او به عنوان همسر سوترایداس توصیف شده است. گودمن نتیجه‌گیری می‌کند که احتمالاً قسمت اول صحیح است و سوترایداس پدر پامفیلی بوده است. سودا سوترایداس را نویسنده واقعی تفسیرهای تاریخی پامفیلی معرفی می‌کند. پژوهشگران مدرن معتقدند که او ممکن است نقش مهمی در نوشتن این اثر داشته باشد. سودا همچنین سوترایداس را نویسنده چندین رساله در زمینه‌های لغت‌شناسی و دستور زبان می‌داند، از جمله رساله‌ای در مورد «مشکلات هومری»، تفسیرهایی از اوریپید و مناندر، رساله‌ای در مورد کمدی، رساله‌ای در مورد دستور خط و رساله‌ای در مورد وزن شعر.

## آثار
مشهورترین اثر پامفیلی تفسیرهای تاریخی بود، مجموعه‌ای از حکایات تاریخی که شامل سی و سه کتاب می‌شد. ده قطعه از این اثر به‌جا مانده است که توسط دیوژن لائرتی و آولوس گلیوس نقل شده‌اند. ارزیابی‌هایی که در دوران باستان از این اثر شده، از طریق ارجاعات گسترده به آن در آثار تاریخ‌نگار رومی آولوس گلیوس و تاریخ‌نگار یونانی دیوژن لائرتی نشان داده می‌شود، که به نظر می‌رسد از آن به‌طور قابل توجهی بهره برده‌اند. فوتیوس اول ایده‌ای کلی از محتوای این اثر ارائه می‌دهد. این اثر به‌طور منظم بر اساس موضوعات یا طرحی خاص تنظیم نشده بود، بلکه بیشتر شبیه به یک کتاب مرجع بود که در آن هر قطعه اطلاعاتی که توجه نویسنده را جلب می‌کرد، ثبت می‌شد، و خود نویسنده اظهار می‌داشت که این تنوع می‌تواند برای خواننده لذت بیشتری به ارمغان آورد. فوتیوس اول این اثر را بسیار مفید دانسته و معتقد است که اطلاعات مهمی در بسیاری از موضوعات تاریخی و ادبیات ارائه می‌دهد. فوتیوس اول فقط به هشت کتاب اشاره می‌کند، اما سودا می‌گوید که این اثر شامل سی و سه کتاب بوده است. به نظر می‌رسد که سودا درست می‌گوید، زیرا آولوس گلیوس از کتاب یازدهم و بیست و نهم نقل کرده است و دیوژن لائرتی از کتاب بیست و پنجم و سی و دوم نقل کرده است. احتمالاً در زمان فوتیوس، تنها هشت کتاب از این اثر باقی‌مانده بوده است. این اثر همچنین توسط دیوژن لائرتی در دیگر قسمت‌ها نیز ذکر شده است.
علاوه بر تاریخ مذکور، سودا می‌گوید که او همچنین خلاصه‌ای از آثار کتزیاس در سه کتاب، تعداد زیادی خلاصه از تاریخ‌ها و کتاب‌های دیگر، رسالاتی در مورد مناقشات، مسائل جنسی، و بسیاری دیگر از آثار نوشته است.